# Marcus Antonius Gillis
Marcus Antonius Gillis was een Antwerpse vertaler, die samen met mensen als Johannes Goropius Becanus, Abraham Ortelius en Peter Heyns tot de intellectuele kring rond ‘Officina Plantiniana’ (de drukkerij van Christoffel Plantijn) behoorde.

## Biografie
Over Gillis' leven is vrijwel niets bekend. Hij was de zoon van Gillis Coppens van Diest (ca. 1496-1572?). Gillis trad in 1572 als meesterzoon tot het Sint Lucas-gilde toe. Hij mocht zich een jaar later vrijmeester noemen en verkreeg in 1574 of 1575 koninklijk drukmandaat. Maar vóór die tijd was Gillis hoogstwaarschijnlijk al in de drukkerswereld actief (in zijn vaders werkplaats?) en in ieder geval als vertaler werkzaam. In die laatste hoedanigheid onderhield hij interessante relaties met Christoffel Plantijn.

## Gillis en Plantijn
Gillis zal de beroemde drukker ongetwijfeld via zijn vader hebben gekend en is waarschijnlijk ook door hem als vertaler geïntroduceerd. In elk geval betaalt Plantijn Gillis in 1566 zevenentwintig florijnen en nog een handvol stuivers voor de vertaling van een bundel emblemata van Johannes Sambucus; de eerste Nederlandstalige uitgave van dit genre. Maar al eerder, in de nazomer van 1564, had Gillis van Plantijn een voorschot ontvangen ‘sur la traduction en flameng’ van het Sambucus-werk. De contacten met Plantijn dateren dus van ten minste vóór september 1564, het jaar waarin Gillis’ vertaling van Epictetus' Encheiridion gereed komt (het Hantboecxken). In 1567 levert Gillis vervolgens een vertaling van Hadrianus Junius’ emblemenbundel. Al in 1565 heeft Plantijn contact met de auteur over deze vertaling, waarbij Junius voor Dirck Volkertsz. Coornhert pleit. Om onduidelijke redenen kiest Plantijn echter voor Gillis. Gillis en Plantijn hebben in de jaren direct na de publicatie van het Hantboecxken dus op zijn minst een intensieve zakelijke relatie, waarbij het zeker niet onwaarschijnlijk is dat de twee elkaar al geruime tijd eerder kenden.
Gillis kende ook de cartograaf Abraham Ortelius goed. In de proloog bij zijn Sambucus-vertaling eert hij hem met een gedicht en in zijn Junius-vertaling heeft hij het zelfs over de ‘ingenieusen ende gheleerden Cosmographen Abraham Ortels, mijnen bysonderen goeden vrient’.

## Gillis' denkbeelden
Over Gillis' ideeën is niet veel bekend. De beste aanknopingspunten bieden zijn prologen bij Hantboecxken, leerende na der Stoischer philosophen wyse hoe elc in sinen roep gherustelyck leven sal (een vertaling van Epictetus) en bij Isocratis vermaninghe tot Demonicum: Leerende met claren ende verstandighen sententien hoe men eerlyck ende wijsselyck leven sal: weert om van allen Jongers van buyten geleert te wordene (Antwerpen 1564). Hieruit komt het beeld naar voren van een humanistisch georiënteerde leek met een zwak voor een rationalistisch wereldbeeld à la Dirck Volkertsz. Coornhert. Als Gillis spreekt over zelfkennis, onmisbaar om een goed mens te worden, kent hij de rede een bijzonder belangrijke plaats toe. ‘Wijsheyt’ staat in Isocratis vermaninghe te boek als de primaire deugd, waaruit de andere hoofddeugden (rechtvaardigheid, vroomheid en matigheid) voortvloeien. Zonder deze primaire deugd kunnen de andere deugden onmogelijk bestaan, aangezien zij dan niet uit ‘rechten verstande ende oordeelen gesproten’ zijn. Deugden zijn dus pas werkelijk deugden als zij stoelen op juist inzicht. Vervolgens blijkt dat het bereiken van deze hoge wijsheid helemaal geen lastige exercitie is. De nodige instrumenten daarvoor hebben we volgens Gillis namelijk al in huis: de intellectuele capaciteiten die wij van nature bezitten – ‘verstand, memorie, redene’ – voldoen om tot wijsheid en zo tot het goede leven door te stoten. Wij hoeven de redelijke vermogens die we bezitten als het ware alleen maar te activeren. En dat doen we door kennis te vergaren. Vandaar dat Gillis nu ook van ‘natuerlycke wijsheyt’ kan spreken. Hij huldigt dus een rationele en puur op kennis gerichte visie op het deugdelijke leven: 
ghelijck om tot gheleertheyt te comene het aldernootsakelijcste is, te verstane datmen leest: also oock om deuchden te vercrijgene, het principaelste is, te doene tghene datmen verstaet. (Isocratis vermaninghe, fol. A5 recto)

## Secundaire literatuur
Buys, R.S., ‘te doene tghene datmen verstaet. Lekenwijsheid, stadse Stoa en vrijzinnig christendom tussen Reformatie en Opstand’, Queeste 12 (2005), afl. 1, p. 18-46
Porteman, K., '13 januari 1566: Marcus Antonius Gillis van Diest schrijft, als eerste in het Nederlands, een uiteenzetting over het embleem', in Schenkeveld-Van der Dussen 1993, p. 158-164